# 関知子
関 知子（せき ともこ、1966年10月15日 - ）は、宮崎放送 (MRT) の社員で同局のテレビ局長・業務部長、元アナウンサー。

## 略歴
和歌山県和歌山市出身、和歌山県立向陽高等学校、佛教大学卒業。1989年MRTに入社。趣味は舞台鑑賞。

## 現在の担当番組

### テレビ
- アッパレ!miyazaki（月曜日・火曜日）

### ラジオ
- 夕刊ラジオナイスキャッチ!（水曜日 - 金曜日）

## 過去の担当番組

### テレビ
- おはようクジラ（全国中継リポーター）
- MRTニュースワイド（キャスター）
- おしえて!みやざき
- 土アップ

### ラジオ
- 歌のない歌謡曲
- 日向かぼちゃでこんにちは♪

ほか